# Grot van 318 Vaders
De Grot van 318 Vaders (Grieks: Σπήλαιο των 318 Πατέρων) ligt aan de weg F612 vanaf de kust naar het plaatsje Omodos in het Troodosgebergte, op het eiland Cyprus. De weg naar de grot is duidelijk aangegeven met het bordje Cave of the 318 Fathers.
De legende gaat dat alle 318 vaders (monniken) uit een niet meer bestaand klooster aldaar begraven liggen. In de grot zijn inderdaad meerdere beenderen en schedels te zien, naast een aantal iconen. Vanaf de ingang van de grot is er een uitzicht op de Olympus, de hoogste berg van het Troodosgebergte.

## Afbeeldingen

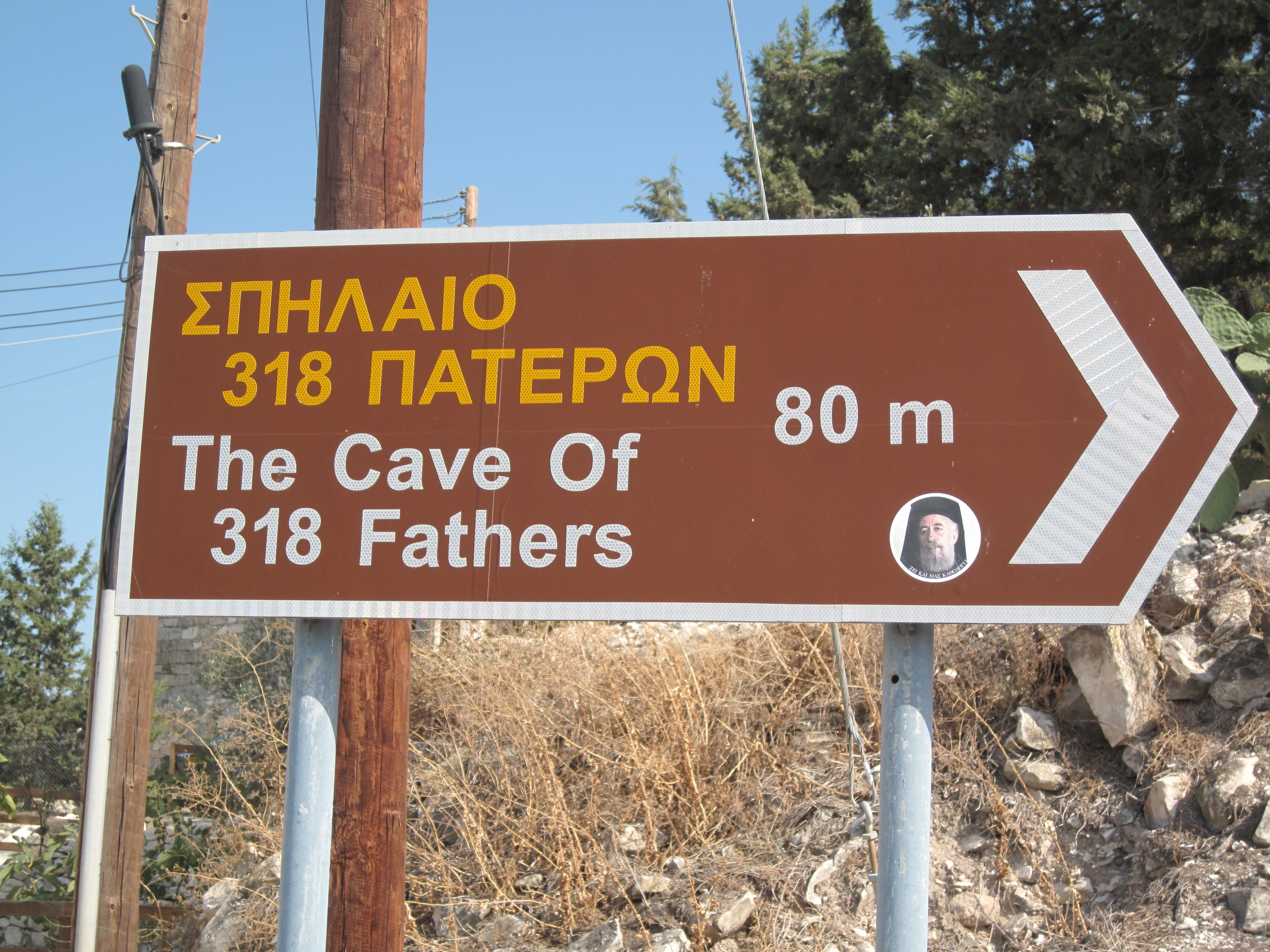
Bord naar de grot toe
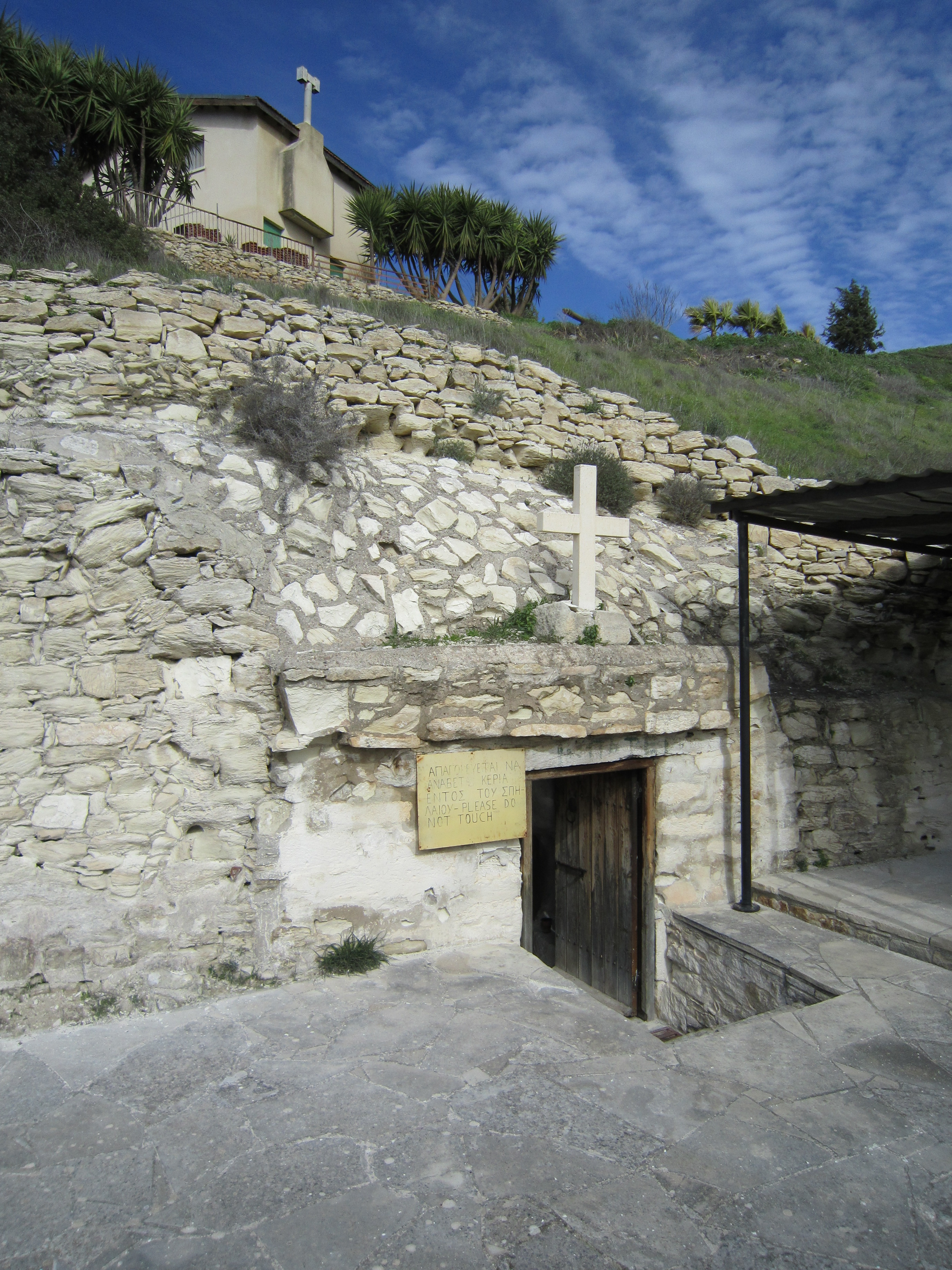
De ingang van de grot
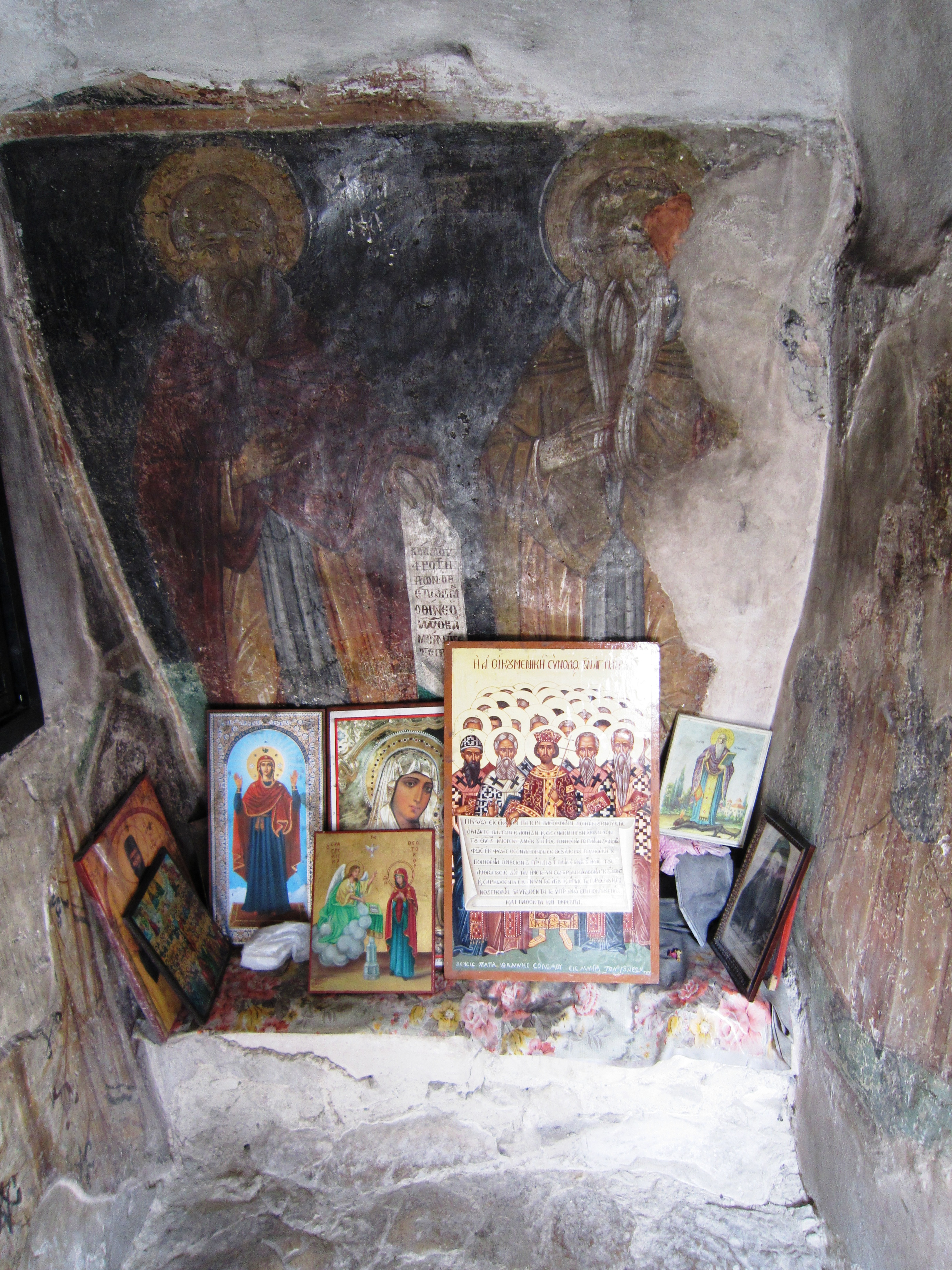
In de grot
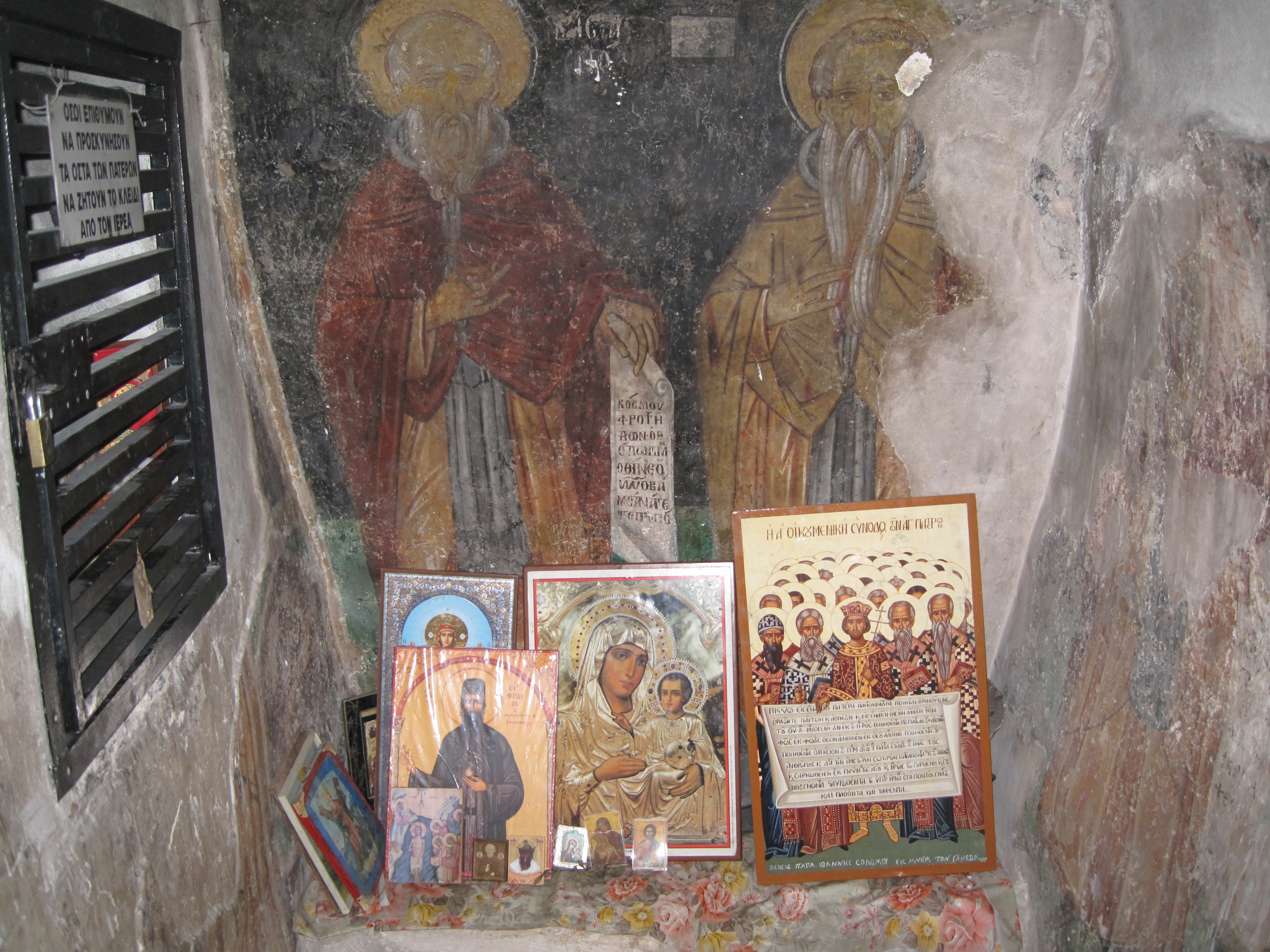
Achter het hek links liggen de beenderen en schedels
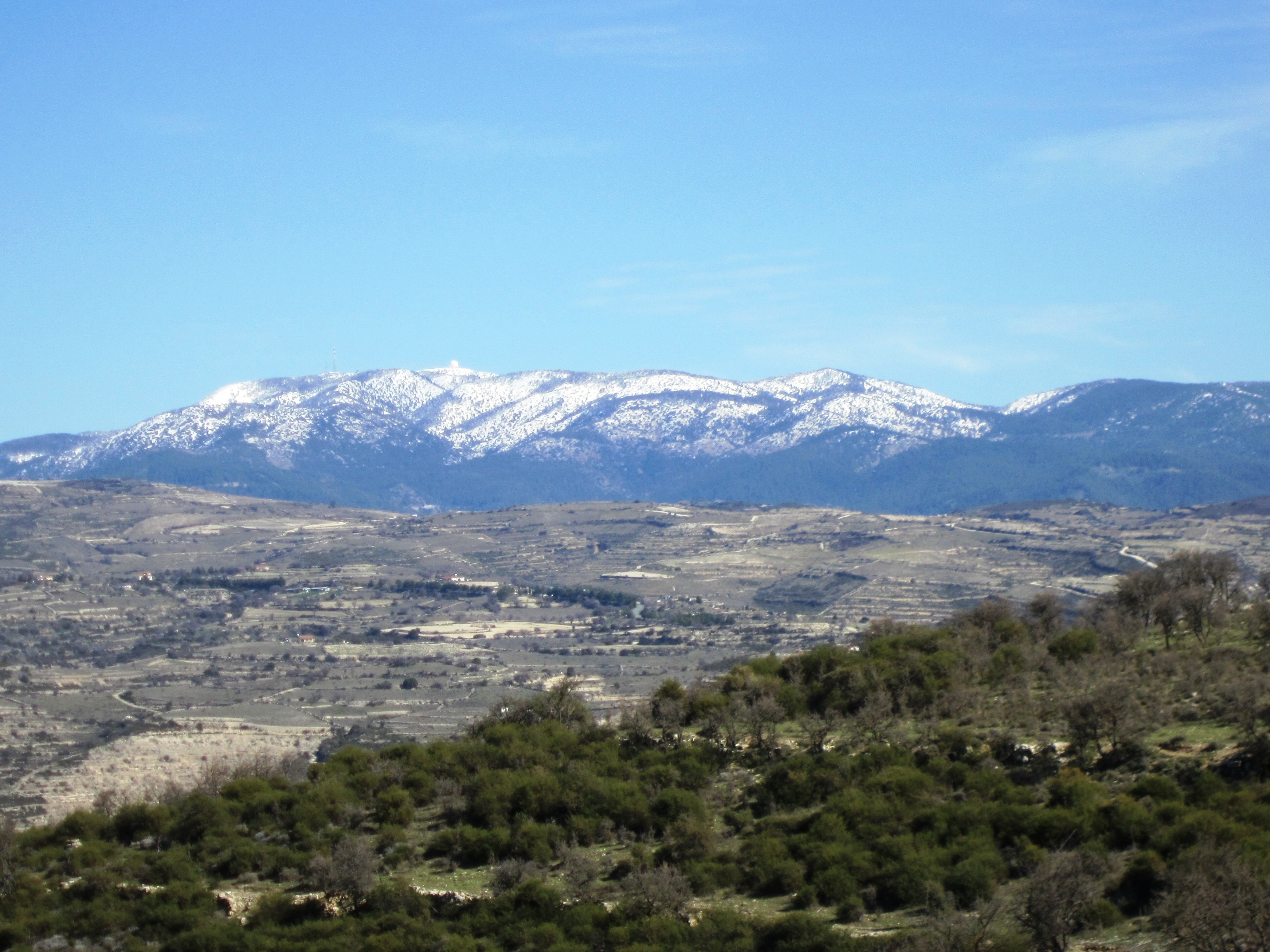
Uitzicht vanaf de ingang, besneeuwde Olympus van het Troodosgebergte